# Spottsville
Spottsville – jednostka osadnicza w Stanach Zjednoczonych, w stanie Kentucky, w hrabstwie Henderson.